# Дальтрозув
Дальтрозув (пол. Daltrozów) — село в Польщі, у гміні Промна Білобжезького повіту Мазовецького воєводства.
Населення — 121 особа (2011).
У 1975-1998 роках село належало до Радомського воєводства.

## Демографія
Демографічна структура станом на 31 березня 2011 року:
|          | Загалом | Допрацездатний вік | Працездатний вік | Постпрацездатний вік |
| -------- | ------- | ------------------ | ---------------- | -------------------- |
| Чоловіки | 61      | 24                 | 34               | 3                    |
| Жінки    | 60      | 17                 | 31               | 12                   |
| Разом    | 121     | 41                 | 65               | 15                   |